# Lann-Gletscher
Der Lann-Gletscher ist ein 5 km langer und steiler Gletscher am nördlichen Ende der Admiralitätsberge unweit der Pennell-Küste im ostantarktischen Viktorialand. Er fließt 6 km östlich des Rowles-Gletschers in nordwestlicher Richtung zum Dennistoun-Gletscher.
Der United States Geological Survey kartierte ihn anhand eigener Vermessungen und Luftaufnahmen der United States Navy aus den Jahren von 1960 bis 1963. Das Advisory Committee on Antarctic Names benannte ihn 1970 nach Roy R. Lann, Koch der US Navy auf der Hallett-Station im Jahr 1964.